# Holyrood (Edimburgo)

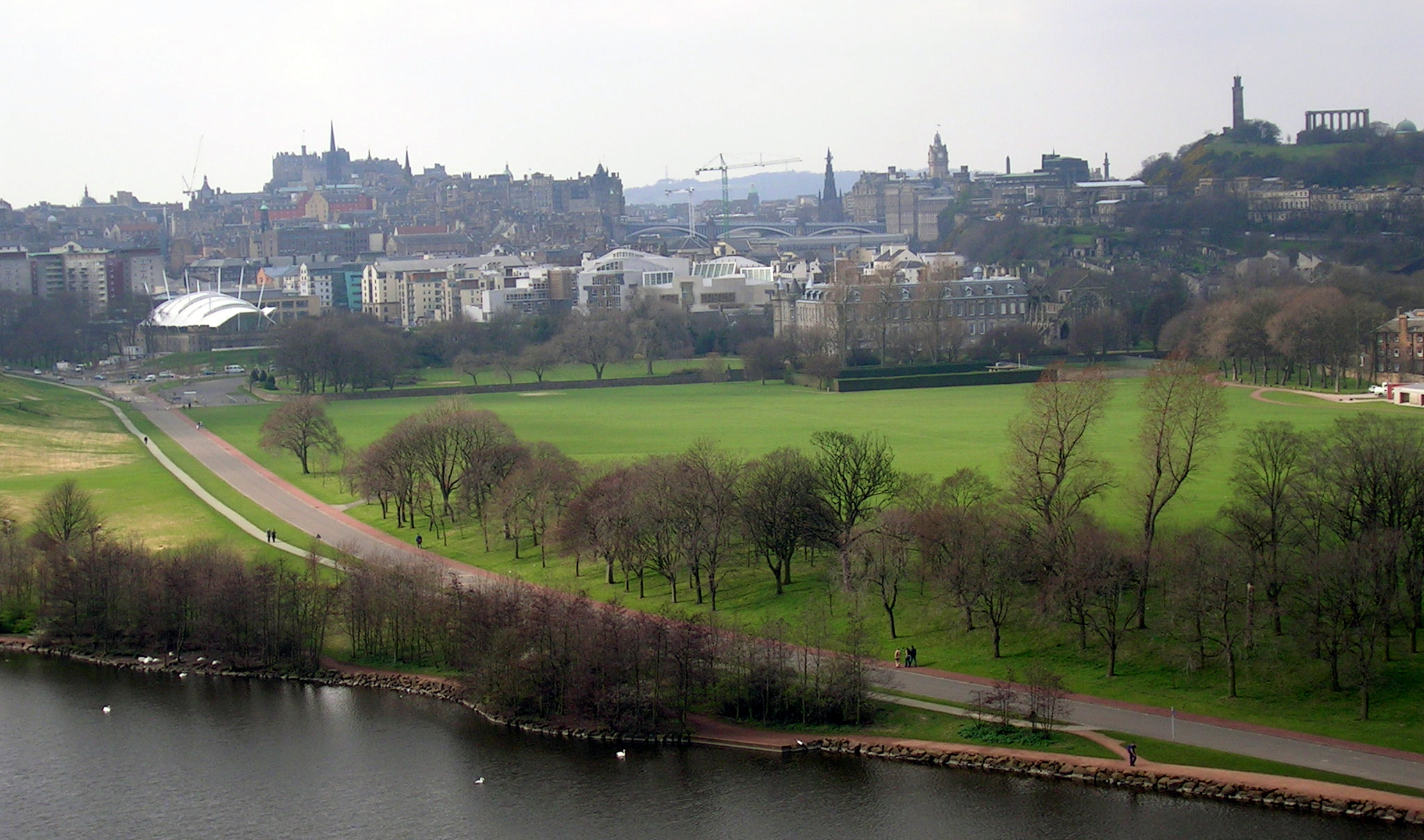
Fotografia presa da Holyrood Park nel 2004. Da sinistra a destra: Our Dynamic Earth, Castello di Edimburgo, Parlamento scozzese, Holyrood Palace, Scott Monument, torre dell'orologio del Balmoral Hotel e Monumento a Nelson.

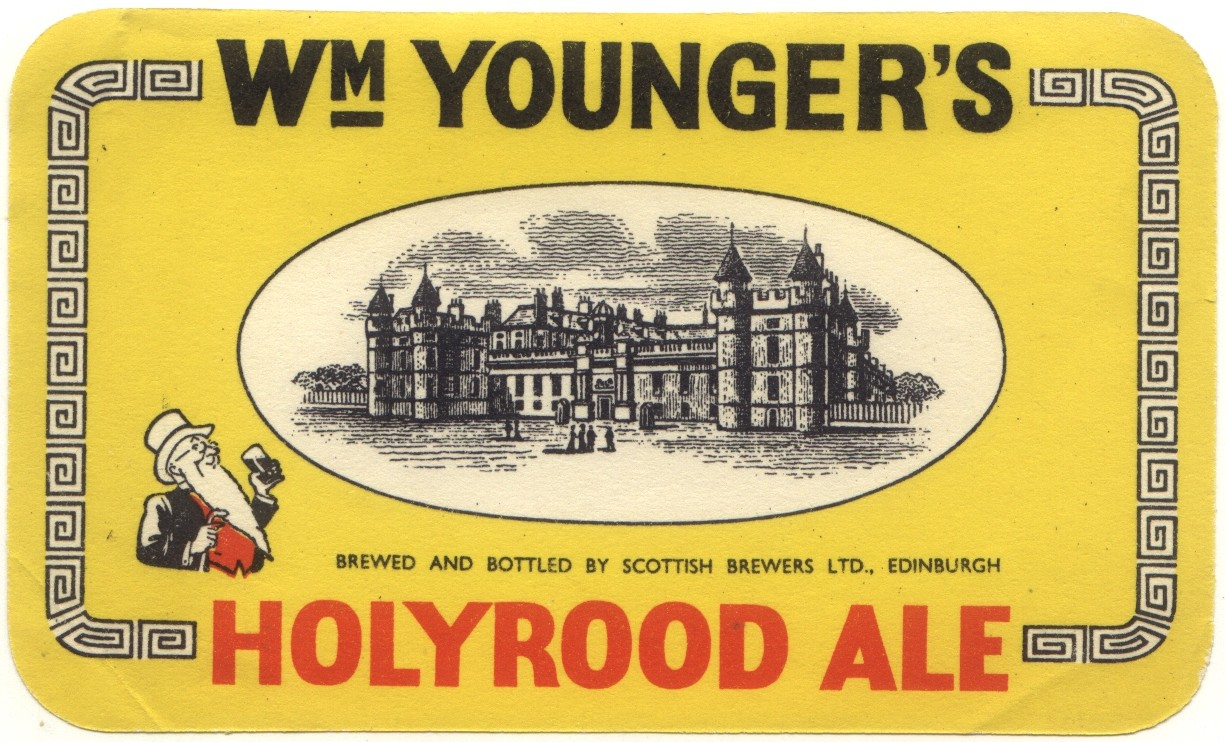
La birra era la principale industria locale nel XIX e nel XX secolo.

Holyrood (pronuncia IPA: /ˈhɒliˌruːd/; in lingua scots: Halyruid, in lingua gaelica scozzese: Taigh an Ròid) è un'area di Edimburgo, la capitale della Scozia. Trovandosi ad est del centro cittadino, al termine del Royal Mile, Holyrood si trovava, un tempo, nel burgh separato di Canongate, prima dell'espansione di Edimburgo del 1856. Alla fine del XVIII secolo e nel XIX secolo, contava diversi birrifici e industrie di lavorazione della selce. Le parti occidentali di Holyrood, escludendo Holyrood Park, sono in gran parte coincidenti con le aree di Canongate e Dumbiedykes.
Holyrood comprende i seguenti siti:
- il moderno Parlamento scozzese;
- il Palazzo di Holyrood, la residenza ufficiale dei Sovrani britannici in Scozia;
- le rovine dell'Abbazia di Holyrood;
- Holyrood Park, il grande parco reale che circonda il Palazzo di Holyrood;
- la Moray House School of Education;
- l'esposizione Our Dynamic Earth;
- diversi edifici residenziali e proprietà governative.